# Шаракан
Шарака́н — название сборника древнейших духовных стихов Армении, созданных в период с V по XIII вв. 

Армянская историческая традиция связывает начало образования Шараканов с именами Месропа Маштоца и Саака Партева. Современные исследователи считают эти сообщения недостоверными. К достоверным и наиболее значимым авторам шараканов относятся католикос Саак II (VI век), католикос Комитас Ахцеци (VII век), католикоса Ованес III Одзнеци (VIII век), Степанос Сюнеци (VIII века), католикос Петрос I Гетадарц (XI век), католикос Нерсес Шнорали (XII век), Нерсес Ламбронаци (XII век), Хачатур Таронаци (XII век), Ованес Ерзнкаци Плуз (XIII век). Первое собрание церковных гимнов было составлено Погосом Таронеци в XI веке, который и дал своему сборнику название «Шаракан».
Также называется и стихотворение (песнь) из этого сборника. Песни (шараканы) объединяются в шарки — ряды, посвященные определенному дню церковного календаря. Собрание шарков — шаракноц.